# Reprezentacja Portugalii w piłce siatkowej kobiet
Reprezentacja Portugalii w piłce siatkowej kobiet – narodowa reprezentacja tego kraju, reprezentująca go na arenie międzynarodowej.

## Mistrzostwa Europy
Drużyna zadebiutowała w Mistrzostwach Europy w Piłce Siatkowej Kobiet w 2019 roku, zajmując ostatecznie ostatnie, 24 miejsce.